# Horní Hořice
Horní Hořice (německy Ober Horschitz) jsou malá vesnice, část obce Dolní Hořice v okrese Tábor v Jihočeském kraji. Nachází se asi 1,5 kilometru východně od Dolních Hořic. Horní Hořice leží v katastrálním území Dolní Hořice o výměře 5,54 km².

## Historie
První písemná zmínka o vesnici pochází z roku 1529.

## Obyvatelstvo
| Rok            | 1869 | 1880 | 1890 | 1900 | 1910 | 1921 | 1930 | 1950 | 1961 | 1970 | 1980 | 1991 | 2001 | 2011 | 2021 |
| -------------- | ---- | ---- | ---- | ---- | ---- | ---- | ---- | ---- | ---- | ---- | ---- | ---- | ---- | ---- | ---- |
| Počet obyvatel | 203  | 219  | 190  | 189  | 163  | 153  | 149  | 124  | 123  | 103  | 104  | 94   | 88   | 78   | 73   |
| Počet domů     | 16   | 17   | 17   | 19   | 19   | 19   | 28   | 29   | 29   | 30   | 26   | 30   | 31   | 33   | 33   |

## Galerie

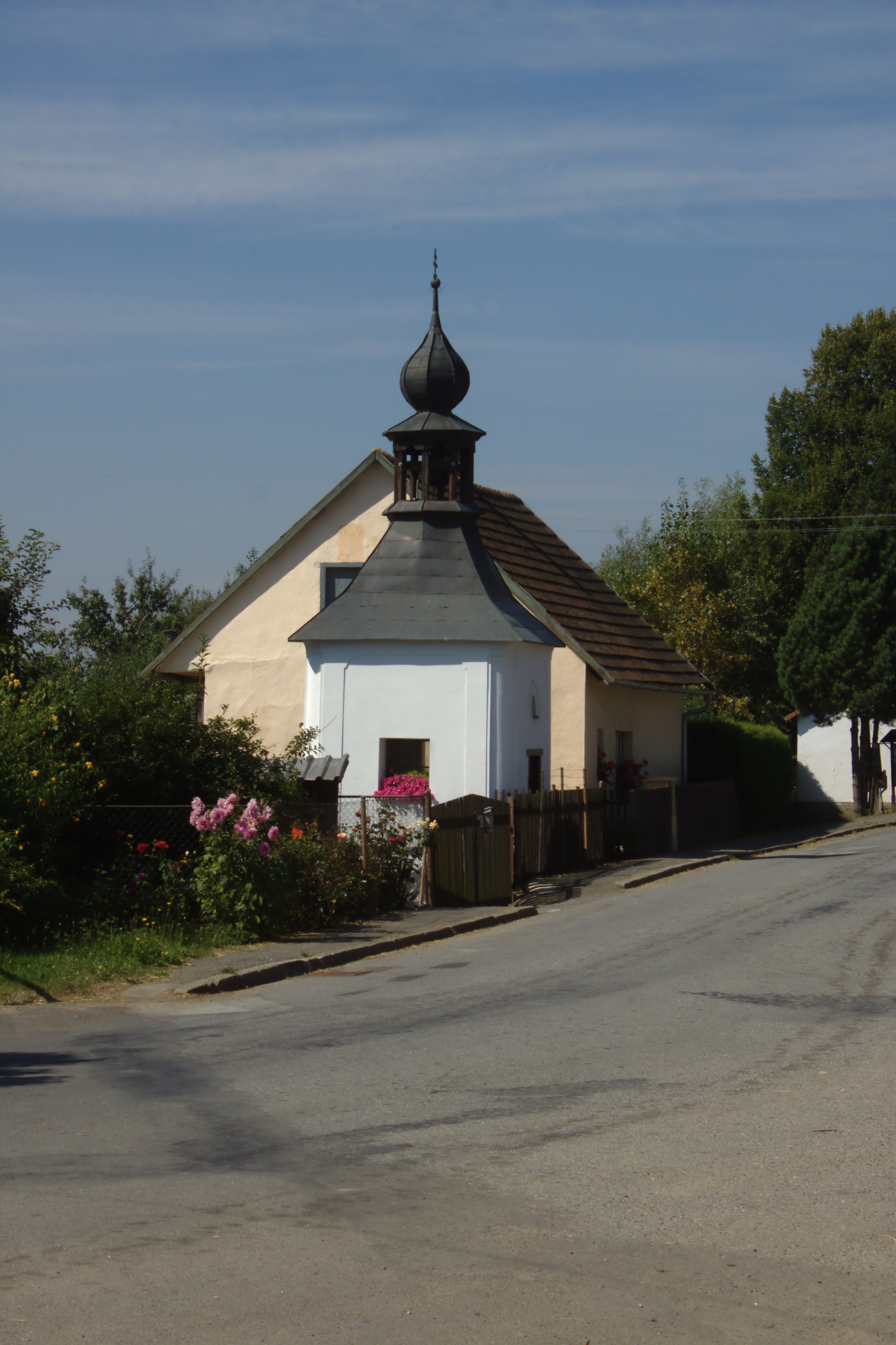
Kaplička
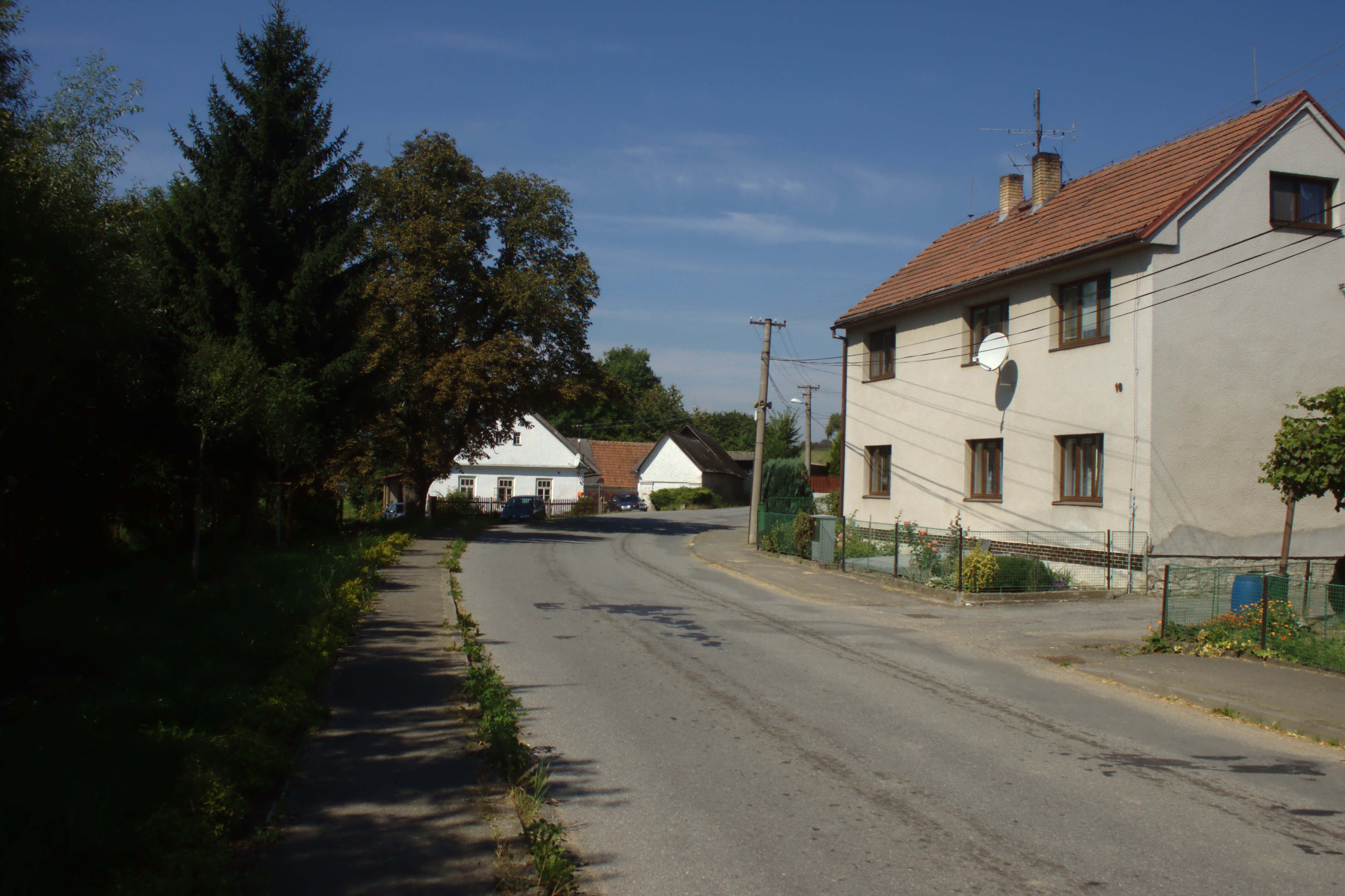
Hlavní ulice
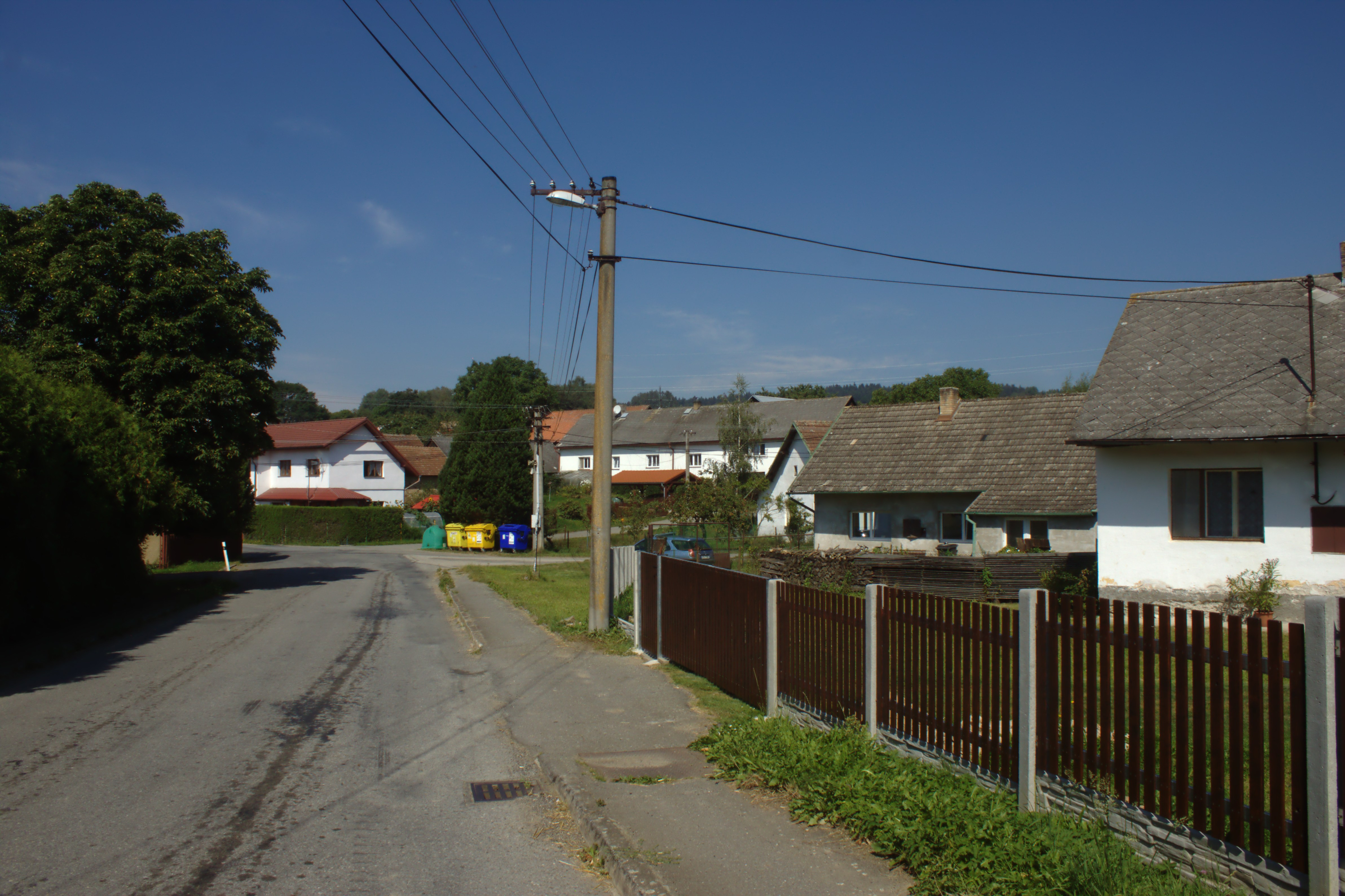
Zástavba